# Romanzoffia tracyi
Romanzoffia tracyi là loài thực vật có hoa trong họ Mồ hôi. Loài này được Jeps. miêu tả khoa học đầu tiên năm 1943.